# Amastus
Amastus es un género de polillas en la familia Erebidae.

## Taxonomía
La delimitación de Amastus versus Hemihyalea ha sido problemática durante mucho tiempo. Recientemente se determinó que la especie tipo de Hemihyalea (la antigua Phaegoptera cornea) está estrechamente relacionada con la de Amastus (P. collaris) para justificar su inclusión en el presente género. Esa determinación llevó al restablecimiento del género Pseudohemihyalea para el grupo de especies más distantes relacionadas con la H. schausi Todavía no hay consenso sobre si incluir las especies restantes de Hemihyalea en Amastus.

## Especies seleccionadas
Las especies de Amastus incluyen:
- Amastus bicolor (Maassen, 1890)
- Amastus cellularis Rothschild, 1922
- Amastus collaris (Herrich-Schäffer, [1853])
- Amastus maasseni (Rothschild, 1909)
- Amastus modesta (Maassen, 1890)
- Amastus mossi (Rothschild, 1922)
- Amastus muscosa (Rothschild, 1909)
- Amastus rubicundus (de Toulgoët, 1981)
- Amastus rufocinnamomea (Rothschild, 1909)
- Amastus rufothorax de Toulgoët, 1999
- Amastus umber Rothschild, 1909
- Amastus walkeri (Rothschild, 1922)

A. lehmanni, tal como lo describe Rothschild en 1910, ahora se encuentra en Opharus. La especie homónima descrita por Rothschild en 1916, ahora se llama A. Popayanensis, es una de las disputadas entre Amastus y Hemihyalea.